# Distrito de Tvrdošín
El distrito de Tvrdošín (en eslovaco Okres Tvrdošín) es una unidad administrativa (okres) de Eslovaquia Septentrional, situado en la región de Žilina, con 35 062 habitantes (en 2001) y una superficie de 479 km². Su capital es la ciudad de Tvrdošín.

## Demografía
| Año        | 1994   | 2004    | 2014    | 2024    |
| ---------- | ------ | ------- | ------- | ------- |
| Población  | 33 588 | 35 541  | 36 066  | 35 749  |
| Diferencia |        | +5,81 % | +1,47 % | −0,87 % |

| Año        | 2023   | 2024    |
| ---------- | ------ | ------- |
| Población  | 35 745 | 35 749  |
| Diferencia |        | +0,01 % |

## Ciudades (población año 2017)
- Trstená 7368
- Tvrdošín (capital) 9195

## Municipios
- Brezovica 1339
- Čimhová 678
- Habovka 1392
- Hladovka 1041
- Liesek 2904
- Nižná 4036
- Oravský Biely Potok 724
- Podbiel 1284
- Štefanov nad Oravou 687
- Suchá Hora 1438
- Vitanová 1319
- Zábiedovo 858
- Zuberec 1841